# Telefilm Festival
Il Telefilm Festival è stato un festival delle serie televisive a cadenza annuale, tenuto solitamente nelle prime due settimane di maggio. La nona e ultima edizione si è conclusa a Milano il 3 luglio 2011, presso l'Apollo SpazioCinema.

## Storia del Festival
Il festival è nato nel 2003 dall'idea di Leopoldo Damerini e Fabrizio Margaria - autori del Dizionario dei Telefilm e fondatori dell'Accademia dei Telefilm, allo scopo di « [...] rendere il telefilm ancora più pop (nel senso di 'popular'), 'teletrasportarli' tra la gente, dal piccolo al grande schermo».
La kermesse ha proposto retrospettive dedicate ai grandi successi del passato, momenti di discussione e numerose anteprime per il pubblico italiano, il tutto attraverso l'occasione della visione sul grande schermo.
Fino alla terza edizione, la manifestazione milanese si è svolta nelle tre sale del Cinema Arcobaleno di viale Tunisia 11, per poi spostarsi presso l'Apollo SpazioCinema (Galleria De Cristoforis, 3), nel cuore del capoluogo lombardo.
Dal 2007 la struttura del festival è cambiata. La settimana veniva suddivisa in:
- Una giornata chiusa al pubblico, per la preparazione logistica e l'incontro con i volontari.
- Due giornate di conferenze stampa e promozione (nell'edizione 2008 la conferenza del mercoledì ha sede presso l'Università Cattolica del Sacro Cuore di Milano).
- Un giorno di workshop, una giornata dedicata a studenti e operatori del settore, scandita da dibattiti e da un'anteprima seriale.
- Tre giornate aperte al pubblico: venerdì, sabato e domenica (Con chiusura coi grandi ospiti internazionali).

### Edizioni del Festival
| Edizione | Dal - Al           | Anno |
| -------- | ------------------ | ---- |
| Prima    | 20-22 giugno       | 2003 |
| Seconda  | 6-9 maggio         | 2004 |
| Terza    | 5-8 maggio         | 2005 |
| Quarta   | 5-7 maggio         | 2006 |
| Quinta   | 11-13 maggio       | 2007 |
| Sesta    | 9-11 maggio        | 2008 |
| Settima  | 8-10 maggio        | 2009 |
| Ottava   | 7-9 maggio         | 2010 |
| Nona     | 27 giugno-3 luglio | 2011 |

## Edizioni

### Edizione 2003
Proiezioni 2003
- 24: "12 midnight – 1.00 a.m.", "1.00 a.m. – 2.00 a.m.".
- Alias: "The New Beginning".
- Alice: puntata pilota.
- Ally McBeal: "Amici e amanti", "La casa dei sogni".
- Angel: "City of" (versione originale).
- Boston Public: "Lezioni di vita".
- Buffy l'ammazzavampiri: "Chiaro di luna" (versione integrale).
- CSI: Miami: "Golden Parachute" (anteprima europea).
- CSI - Scena del crimine: "Doppia giurisdizione".
- Cleopatra 2525: "Risveglio nel futuro", "Il malvagio Creegan"
- Dark Angel: "La predestinata", "Tutti per uno, uno per tutti".
- Detective Monk: puntata pilota.
- Harsh Realm: puntata pilota, (anteprima europea, versione originale, omaggio a Chris Carter).
- I Soprano: "Debiti pubblici e privati".
- Invisible Man: "In nome della scienza".
- JAG - Avvocati in divisa: "Un bacio per l'ammiraglio".
- Laverne & Shirley: "Il party della società bene".
- Law & Order - Unità vittime speciali:"Il conto da pagare".
- Mary Tyler Moore: "La sconfitta".
- Scrubs - Medici ai primi ferri.
- Seven Days: "Pope parker".
- Six Feet Under: "Fisher & Figli", "Il testamento".
- Smallville: “Il vortice", "Desiderio mortale".
- Streghe: "Oh, mie dee!" (TV-movie).
- The Lone Gunmen: puntata pilota (anteprima europea, versione originale, omaggio a Chris Carter).
- Lucy Show: "Un richiamo per le oche".
- The Strip: "Epiphany".
- Witchblade: The movie: (anteprima italiana).
- Le fantastiche avventure dell'astronave Orion: "Attacco dallo spazio"
- Star Trek: Enterprise: "Verso le stelle" (anteprima europea).
- Seven Days: "Pope parker".

Retrospettive 2003
- Agente speciale:"I cibernauti", "Benvenuti a casa del povero jack", "Il ritorno dei cibernauti".
- Alien Nation: "Uomini veri", "Errore fatale", "Ritorno alla vita".
- Attenti a quei due: "È stato un piacere conoscerti", "Il complotto", "Milord in pericolo".
- Batman: "Ombrelli gratis", "Gelo istantaneo", "Un enigma al giorno toglie riddle di torno".
- Dharma & Greg: "Amore a prima vista", "Consuoceri a confronto", "Doccia d'amore".
- George e Mildred: episodio pilota, "La crisi del 26º anno".
- Get Smart: "Io mi chiamo imene", "Le anatre volano alte", "Un modo per scomparire".
- Jack and Jill: "Una nuova vita", "Andando oltre", "La terribile verità".
- Joe 90: "Un giorno da re", "Angela".
- La strana coppia: "La sfida di felix", "Felix si risposa", "Il matrimonio da salvare".
- Mork & Mindy: "Il nostro inviato speciale", "Il compleanno di mindy", "Il resoconto di mork".
- Spazio 1999: "Il dominio del drago", "Il ritorno".
- Stingray: "Piano infallibile", "Sole subacqueo".
- Thunderbirds: "Terrore a N.Y.C.", "Conto alla rovescia".
- UFO: "Finalmente Identificato", versione integrale.
- Vita da strega: "Casa dolce casa", "A cuccia signor baker", "La verità tutta la verità".
- Will & Grace: puntata pilota, "Insieme", "Muro più…muro meno".
- X-Files: "Al di là del tempo e dello spazio", "Creatura diabolica", "Morte tra i ghiacci".
- Zaffiro e Acciaio: "La casa degli orologi".

### Edizione 2004
- 21 Jump Street: "Com'è bella l'America".
- 24: "Dalle 1:00 p.m. alle 2:00 p.m.", "Dalle 2:00 p.m. alle 3:00 p.m.".
- Alias: anteprima italiana.
- Ally McBeal: "Il vero io", "Pietra sopra".
- Angel: "Il demone paranoico", "Il giudizio".
- Arcibaldo
- Arrested Development: episodio pilota, "Top Banana" (anteprima italiana).
- Battlestar Galactica: "Kobal, il pianeta delle antiche leggende".
- Birds Of Pray: episodio pilota (anteprima europea).
- Buck Rogers: "Fuga da Zeta".
- Buffy l'ammazzavampiri: vari episodi
- CSI: Miami: "Blood brothers".
- CSI - Scena del crimine: "La rapina".
- Carnivàle: episodio pilota (anteprima europea).
- Codice Matrix
- Cold Case - Delitti irrisolti: episodio pilota (anteprima europea).
- Dark Angel: "Soldati Perfetti" (pilot).
- Dawson's Creek: "Questa è la domanda", "Il lungo addio".
- Dimensione Alpha: "I pattuglianti" (pilot).
- E.R. - Medici in prima linea
- Flash Gordon: due episodi.
- Happy Days
- I Jefferson
- I Soprano
- I viaggiatori: "Pilot".
- Il pianeta delle scimmie: "L'uomo volante".
- Jake 2.0
- Kronos: "Il primo viaggio" (pilot).
- K-Street: (anteprima europea).
- Line Of Fire: episodio pilota (anteprima europea).
- Metrosexuality
- Tutto in famiglia
- Navy NCIS: episodio pilota (anteprima europea).
- Night Visions: "Non si gioca con i morti", "Elenco dei passeggeri", "In balia del passato", "Morte in diretta".
- Nip/Tuck: "Escobar Gallardo".
- One Tree Hill
- Otto Semplici Regole: "Goodbye" (omaggio a J. Ritter).
- PSI Factor: un episodio.
- Queer as Folk
- Radar Men: due episodi.
- Roswell
- Sex and the City
- Six Feet Under: "Il gioco della vita", "L'altra faccia del nemico".
- Skin: (anteprima europea).
- Smallville: "Phoenix", "Exile".
- Star Trek: The Next Generation: "Incontro a Fire Point".
- Star Trek: Voyager: due episodi.
- Star Trek:"Umiliati per forza maggiore".
- Stargate SG-1
- Starsky & Hutch: episodio pilota.
- Taken: episodio pilota.
- Tarzan & Jane: episodio pilota.
- The L Word: episodio pilota (anteprima italiana).
- The O.C.: (anteprima europea).
- West Wing - Tutti gli uomini del Presidente: "Isaac & Ishmael" (puntata speciale sull'11 settembre).
- Tre cuori in affitto: "Aiuto c'è un uomo" (omaggio a J. Ritter).
- Tremors: episodio pilota.
- Tru Calling: episodio pilota (anteprima europea).
- V - Visitors: un episodio.
- Whoopi: (anteprima europea).
- Will & Grace: "Attrazione banale", "Bambole e bambole".
- Senza traccia: episodio pilota (anteprima europea).
- X-Files: "Il file da non aprire".

### Edizione 2005
- 24: "1:00 - 2:00 p.m. Giorno 3", "2:00 - 3:00 p.m. Giorno 3".
- 4400: episodio pilota.
- Ai confini della realtà: quattro episodi.
- Alias: "Authorized Personnel Only" (Prima e Seconda Parte).
- Arsenio Lupin: un episodio.
- Attenti a quei due
- Battlestar Galactica
- Blind Justice: episodio pilota.
- CSI: Miami: "Lost son", "Proper".
- CSI: NY: "Blink", "Creatures of the night".
- CSI - Scena del crimine
- Deadwood: episodio pilota, "Deep Water".
- Desperate Housewives: due episodi (anteprima italiana).
- Doctor Who: "Ark in space", "Rose".
- Dr. House - Medical Division: episodio pilota.
- Enterprise
- E.R. - Medici in prima linea: "Damaged", "One for the road".
- Everwood: episodio pilota, "The great Doctor Brown".
- Farscape: episodio pilota.
- Firefly: episodio pilota.
- Friends: "The Last One" (prima e seconda parte).
- Grey's Anatomy: episodio pilota.
- HEX: "due episodi.
- Joey: episodio pilota, "Joey and the student".
- Kojak: episodio pilota.
- Law & Order - Il verdetto: episodio pilota.
- Lost
- Medical Investigation: episodio pilota.
- Medium: episodio pilota.
- Mutant X: episodio pilota.
- North Shore: episodio pilota.
- Numb3rs: episodio pilota.
- One Tree Hill: episodio pilota, "The place…".
- Paso adelante: doppio episodio.
- Pepper Dennis
- Point Pleasant: episodio pilota.
- Settimo Cielo: due episodi.
- Six Feet Under: "Cerchi perfetti", "Non si sa mai".
- Smallville: "Covenant", "Crusade".
- Stargate Atlantis: due episodi.
- Summerland: episodio pilota.
- Team America: World Police – FILM IN ANTEPRIMA.
- The L Word: "Life loss living", "Lap dance".
- The O.C.: "The distance", "Way we were", "New Kids on the block".
- The Shield: "All in", "On tilt".
- The Wire: "The target", "The detail".
- Veronica Mars: episodio pilota, "Credit where credit's due".
- Le cose che amo di te: due episodi.

### Edizione 2006
Proiezioni 2006
- Alias: "Profet 5", "…1…".
- American Dad!: episodio pilota, "Livelli di rischio".
- Angel: "The house always wins", "Slouching toward Bethlehem","Deep Down", "Ground State".
- Battlestar Galactica: "Lotta per la vita".
- Big Love: episodio pilota.
- Bones: episodio pilota, "The man in the S.U.V.".
- CSI: Miami: "Felony Flight".
- CSI: NY: "Manhattan Manhunt".
- CSI - Scena del crimine: "Una fame insaziabile", "Still life", "Grave danger".
- Una donna alla Casa Bianca: episodio pilota.
- Courting Alex
- Desperate Housewives: "All juicy details" (episodio speciale), "Silly People".
- Die Cleveren
- Dr. House - Medical Division: "Accettazione", "Il coraggio di morire".
- Doctor Who: "Regeneration Xmas", "Special".
- E.R. - Medici in prima linea: "The human shield", "Two ships".
- Edgemont
- Entourage
- Tutti odiano Chris: due episodi.
- G Spot
- Ghost Whisperer - Presenze: "Shadow Boxer".
- Grey's Anatomy: "Codice nero".
- How I Met Your Mother
- I Simpson: "Nascerà una stellina", "The Italian Job".
- Il Segreto Di Grande Ourse
- Invasion: episodio pilota, "Lights Out".
- Kitchen Confidential
- Lost: "Exodus", (Prima e Seconda Parte).
- Medium: due episodi (proiezione in 3D).
- Mutant X: due episodi.
- My Name Is Earl
- One Tree Hill: "Lontano da Tree Hill", "Guardare in se stessi".
- Out of Practice - Medici senza speranza
- Prison Break: episodio pilota, "Allen".
- Queer as Folk
- Show Me Yours
- Six Feet Under: "Senza via d'uscita", "Fino all'ultimo respiro".
- Sleeper Cell: episodio pilota.
- Smallville: "La rivelazione".
- Star Trek: Voyager: "Dark Fronteer".
- Stargate Atlantis: "Intruso".
- Stargate SG-1: "Una nuova avventura".
- Streghe: "Dure a morire", "Nel paese delle meraviglie".
- Suburban Shootout - Casalinghe al massacro
- Supernatural: episodio pilota, "Blood Mary".
- Surface - Mistero dagli abissi: "Paura sotto il mare", "Quarantena", "Criptozoologia", "La voragine misteriosa".
- The Closer: due episodi.
- The L Word: "Labia Majora", "Lost Weekend".
- The O.C.: "La resa dei conti", "Nuove prospettive".
- The Unit: episodio pilota.
- Una mamma per amica: "New and improbe Lorelai", "Fight Face".
- Veronica Mars: due episodi.
- Weeds: episodio pilota.

### Edizione 2007
Proiezioni 2007
- 15/Love
- 3 Libbre: "Lost for words" (pilota).
- Agenzia matrimoniale: due episodi.
- Aída: un episodio.
- A-Team
- Battlestar Galactica: "Exodus, part II", "Collaborators".
- Blue Water High
- Bones: "The Titan on the tracks", "The mom and the child in the bay".
- Boston Legal: "Spring Fever, "BL Los Angeles".
- Brothers & Sisters: "Accendi le luci", "Family day".
- CSI: Miami: "Rio", "Going Under".
- CSI: NY: "People", "Not what it looks like".
- CSI - Scena del crimine: "Loco motives", "Leaving Las Vegas".
- CHiPs
- Close to Home - Giustizia ad ogni costo: episodio pilota, "Miranda".
- Degrassi Junior High
- Desperate Housewives: "Non finché ci sono io", "Vieni a giocare con me".
- Dexter: "Dexter", "Lacrime di coccodrillo".
- Dirt: episodio pilota.
- Doctor Who: un episodio inedito per l'Italia datato 1963.
- Dr. House - Medical Division: "Aspettando Giuda", "Merry Little Christmas".
- E-Ring: due episodi.
- E.R. - Medici in prima linea: "Bloodline", "Graduation day".
- Edgemont: "Dream on", "The birthday boy".
- Epitaphios Requiem City: episodio pilota.
- Extras
- Friday Night Lights: episodio pilota.
- Garo: due episodi.
- Heroes: "Genesis"
- I Griffin: tre episodi.
- I sopravvissuti: due episodi datati 1975.
- In Case Of Emergency: episodio pilota, "It's got to be the morning after".
- Incubi e deliri: episodio 3.
- InvaXön - Alieni in Liguria: "Guerre stellari", "Il ritorno dello Jedi", "La guerra dei mondi".
- Jekyll: episodio pilota.
- Jericho: episodio pilota, "Fallout".
- Killer Instinct: "Il male dentro".
- La Legge Di Murphy: episodio pilota.
- Law & Order - Unità vittime speciali: "Informed".
- Life on Mars: pilot, episodio 8.
- One Tree Hill: "Same Deep Water as you", "Thinks I forgot at birth".
- Primeval: episodio pilota.
- Prison Break: "Manhunt", "Otis".
- Psych: episodio pilota.
- Reno 911
- Robin Hood: episodio pilota.
- Le regole dell'amore
- Scrubs - Medici ai primi ferri: "I miei specializzandi", "Il mio rito di iniziazione".
- Settimo Cielo: "It's late", "Home run".
- Shark - Giustizia a tutti i costi: episodio pilota.
- Six Degrees - Sei gradi di separazione: episodio pilota, "What are the odds?".
- Sleeper Cell: "Al-Faitha", "Target".
- The Sleepover Club
- Smallville: "Zod", "Sneeze".
- South Park: episodio 9 e 10.
- Standoff
- Stargate SG-1: "Flesh and Blood", "Morpheus".
- Studio 60 on The Sunset Strip: episodio pilota.
- Suburban Shootout
- Supernatural: "Salvation", "Devil's trap".
- The Inside: "Piscina della morte".
- The L Word: "Legend in the making", "Livin' la vida loca".
- The O.C.: "The night moves", "The end's not near", "It's Here".
- The Third Watch: "The truth and other lies", "My opening farewell".
- The Unit: "First responders", "Stress".
- Ugly Betty: episodio pilota, "The Box and the Bunny".
- Una Banda Allo Sbando: episodio pilota, "Operation: Seduce Simone".
- Una mamma per amica: "The long Morrow", "That's What You Get, folks, for makin' whoopie".
- Veronica Mars: "Welcome wagon", "My big fat greek rush week".
- Wildfire

### Edizione 2008
Proiezioni 2008
- Alice: due episodi.
- Aliens in America: due episodi.
- Arab Labor: episodio pilota.
- Back To You: episodio pilota.
- Battlestar Galactica
- The Big Bang Theory: quattro episodi.
- Big Shots: due episodi.
- Bionic Woman: due epiloti.
- Bones: "The Widow's Son In The Windshield".
- Boris: due episodi.
- CSI: Miami: due episodi.
- CSI: NY: due episodi.
- CSI - Scena del crimine: tre episodi.
- Californication: episodio pilota.
- Chuck: due episodi.
- Colombo: episodio pilota.
- Cuore d'Africa: due episodi.
- Desperate Housewives: un episodio
- Detective Monk: due episodi.
- Dirt: un episodio.
- Doctor Who: un episodio.
- Dr. House - Medical Division: due episodi.
- Durham County: due episodi.
- Burn Notice - Duro a morire: episodio pilota.
- Five Days: un episodio.
- Flash Gordon: due episodi.
- Genesis: due episodi.
- Gossip Girl: episodio pilota, episodio 1.14
- Greek - La confraternita
- H2O: due episodi.
- Heroes: sei episodi.
- Hidden Palms: episodio pilota, "Ghosts"
- Homicide: un episodio.
- I Simpson: "Signore, Lisa va a Washington", "Lisa la vegetariana", "Il vecchio e Lisa", "Spazzatura fra i Titani".
- I Tudors: riassunto dei primi 5 episodi, e proiezione dei seguenti 3.
- Journeyman: episodio pilota.
- Knight Rider
- L'Africa nel cuore: episodio pilota.
- La donna bionica: episodio pilota degli anni settanta.
- Law & Order: Criminal Intent Parigi: due episodi.
- Les Oubliées: due episodi.
- L'Africa nel cuore: episodio pilota.
- Life: due episodi.
- Lipstick Jungle: episodio pilota.
- Lost: un episodio.
- Medium: due episodi.
- Men in Trees - Segnali d'amore: episodi 2.03-04
- New Amsterdam: episodio pilota.
- Nip/Tuck: due episodi.
- Oblongs: due episodi.
- Odd Job Jack: due episodi.
- One Tree Hill: "Four Years, Six Months, Two Days", "Racing Like A Pro".
- Primeval: due episodi.
- Prison Break: "Orientación".
- Pushing Daisies: episodio pilota, episodio 2
- Reaper - In missione per il Diavolo: episodio pilota.
- Sarah Silverman: due episodi.
- Scrubs - Medici ai primi ferri: finale di stagione 6, episodio 7.01
- Diario di una squillo perbene: episodio pilota.
- Senza traccia: un episodio
- Shark - Giustizia a tutti i costi: episodio pilota.
- Sin Teitas No Hay Paraiso: episodio pilota.
- Skins
- Sons Of Butcher: due episodi.
- South Park
- Studio 60: due episodi.
- Supercar
- Supernatural: "In My Time Of Dying" (2.01).
- The Hunger: due episodi.
- The Nine: due episodi.
- The Starter Wife: episodio pilota.
- The Third Watch: "The truth and other lies", "My opening farewell".
- Torchwood: un episodio.
- Tripping The Rift: due episodi.
- Ugly Betty: "How Betty Got Her Grieve Back".
- Ultimate Force: episodio pilota.
- Unhitched: episodio pilota.
- Veronica Mars: un episodio.
- Women's Murder Club: episodio pilota.

### Edizione 2009
Proiezioni 2009
- Amanti: due episodi.
- Socie: episodio pilota.
- Swingtown: episodio pilota.
- Ugly Betty: un episodio.
- Desperate: un episodio
- I Simpson: un episodio.
- 30 Rock: cinque episodi.
- The Mentalist: due episodi.
- I liceali: un episodio.
- Boston Legal: due episodi.
- Life: un episodio.
- My Own Worst Enemy: due episodi.
- Saving Grace: due episodi.
- Perché a me?: episodio pilota.
- ICarly: un episodio.
- Sonny tra le stelle: episodio pilota.
- 90210: due episodi.
- Beverly Hills 90210: episodio pilota.
- One Tree Hill: due episodi.
- 24: Redemption: episodio pilota.
- Burn Notice - Duro a morire: un episodio.
- True Blood: due episodi.
- South Park: due episodi.
- Greek - La confraternita: un episodio.
- Vita segreta di una teenager americana: un episodio.
- Skins: un episodio.
- Kebab for Breakfast: un episodio.
- La leggenda di Bruce Lee: episodio 1.11
- Leverage: due episodi
- Bones: un episodio.
- Happy Days: tre episodi.
- X-Files - Il film
- I pinguini di Madagascar: due episodi.
- Il mondo di Patty: episodio pilota.
- Non pensarci: primi 2 episodi.
- I misteri di Murdoch: episodio pilota.
- American Dad!
- I Griffin: due episodi.
- I Simpson: due episodi.
- My Name Is Earl: due episodi.
- E.R. - Medici in prima linea: episodi 19, 22,23. L'atteso finale cult della stagione.
- Supernatural: due episodi.
- Beyond the Rave: episodio pilota.
- Avvocati a New York: due episodi.
- Law and Order Parigi: due episodi.
- The Listener: un episodio.
- Mental: episodio pilota.
- Diario di una squillo perbene: due episodi.
- Lipstick Jungle: un episodio.
- Ghost Whisperer - Presenze: due episodi.
- Coiffeur Ashwaq: primi due episodi.
- Dharam veer: primi due episodi.
- Mighty Boosh: due episodi.
- Dead Set: episodio pilota.
- Reaper - In missione per il Diavolo: episodio pilota.
- Alice: due episodi.
- Eli Stone: episodio pilota.
- Diario di una squillo perbene: episodio pilota.
- Prison Break: due episodi.
- CSI: NY: un episodio.
- CSI: Miami: un episodio.
- Heroes: un episodio.
- Cantebury's law: episodio pilota.
- Dejà vu: episodio pilota.
- Privileged: episodio pilota.
- Gossip Girl: un episodio
- Smallville: due episodi.
- Fringe: due episodi.
- Dr. House - Medical Division: tre episodi.
- NCIS - Unità anticrimine: un episodio.
- The Hills: un episodio.
- La vita segreta di una teenager americana: episodio. pilota
- Mandrake: due episodi.
- Crash: due episodi.

### Edizione 2010
Proiezioni 2010
- Teen Days: un episodio.
- Teen Angels: un episodio.
- Fanboy e Chum Chum: un episodio.
- Sonny tra le stelle: episodio 8.
- Casa Vianello: episodi 1 e 2.
- Law & Order: Criminal Intent: stagione 8 episodio 2.
- Doctor Who: stagione 5 episodi 1 e 2.
- Parenthood: episodi 1 e 2.
- Burn Notice - Duro a morire: stagione 3 episodi 1 e 2.
- Chuck: stagione 3 episodi 1 e 2.
- Life Unexpected: episodi 1 e 2.
- Gli invincibili: episodi 1 e 2.
- V: episodi 1, 5 e 6.
- Community: episodio 13.
- 90210: stagione 2 episodi 1 e 2.
- Archer: episodi 1 e 2.
- Parks and Recreation: episodi 1 e 2.
- Melrose Place: episodi 1 e 2.
- The Pacific: episodi 1 e 2.
- The Middle: episodi 13 e 14.
- Capadocia: episodi 1 e 2.
- The Vampire Diaries: episodi 1, 15 e 16.
- Boris: sei episodi.
- Jonas L.A.: episodi 10 e 13.
- Ideal: episodio pilota.
- Big Time Rush: un episodio.
- Lasko: episodio pilota.
- Isa TVB: un episodio.
- Material Girl: episodi 1 e 5.
- Flor - Speciale come te: un episodio.
- Paradox: episodio pilota.
- Bones: stagione 5 episodi 7 e 8.
- Make It or Break It - Giovani campionesse: stagione 2 episodi 1 e 2.
- H2O: stagione 3 episodio 1.
- Sophie Paquin: episodi 1, 2 e 5.
- Blue Water High: stagione 3 episodio 1.
- Il mondo di Patty: stagione 2 episodi 1 e 2.
- Blue Mountain State: episodi 1 e 5.
- 10 cose che odio di te: episodi 1 e 5.
- Champs 12: episodi 1 e 2.
- La vita segreta di una teenager americana: stagione 2 episodi 13 e 14.
- Cop Rock: episodio pilota.
- Stargate Universe: un episodio inedito.
- Chante: episodi 1 e 2.
- Gossip Girl: stagione 3 episodi 10 e 15.
- Crash: stagione 2 episodi 1 e 2.
- Misfits: episodio pilota.
- Glee: due episodi.
- Psychoville: episodi 1 e 2.
- Angel: stagione 3 episodio 11.
- CSI: Miami: stagione 8 episodio 7.
- CSI: NY: stagione 6 episodio 7.
- CSI - Scena del crimine: stagione 10 episodio 7.
- CHiPs: stagione 3 episodio 11.
- Magnum, P.I.: stagione 7 episodio 8.
- Starsky & Hutch: un episodio.
- This Life: episodio finale.
- Charlie's Angels: episodi 4 e 5.
- X-Files: stagione 2 episodio 7 e stagione 5 episodio 12.
- White Collar: episodi 1 e 2.
- Trinity: un episodio.
- Split: episodi 1 e 2.
- I segreti di Twin Peaks: episodio pilota.
- Forever Knight: un episodio.
- L'uomo da sei milioni di dollari: episodio pilota.